# Drôme Classic
La Drôme Classic est une épreuve cycliste créée en 2013 qui se dispute le lendemain de l'Ardèche Classic, avec laquelle elle forme les Boucles Drôme-Ardèche qui se déroulent sur un week-end à la fin du mois de février.
Pour des raisons de partenariat, elle est dénommée Royal Bernard Drôme Classic en 2016 puis Faun Drôme Classic depuis 2022.
La première édition, devant se dérouler le 23 février 2013, est annulée en raison de chutes de neige. Le départ et l'arrivée ont lieu à Montmeyran lors de la deuxième édition. À partir de 2015, le départ et l'arrivée s'effectuent à Livron-sur-Drôme jusqu'en 2020.
Classée à l'origine au calendrier de l'UCI Europe Tour, elle intègre en 2020 l'UCI ProSeries, le deuxième niveau du cyclisme international.

## Palmarès
| Année                                     | Vainqueur          | Deuxième           | Troisième          |
| ----------------------------------------- | ------------------ | ------------------ | ------------------ |
| 2013 : Course annulée à cause de la neige |                    |                    |                    |
| 2014                                      | Romain Bardet      | Sébastien Delfosse | Gianni Meersman    |
| 2015                                      | Samuel Dumoulin    | Fabio Felline      | Sébastien Delfosse |
| 2016                                      | Petr Vakoč         | Jan Bakelants      | Arthur Vichot      |
| 2017                                      | Sébastien Delfosse | Arthur Vichot      | Jan Bakelants      |
| 2018                                      | Lilian Calmejane   | Jhonatan Narváez   | Bob Jungels        |
| 2019                                      | Alexis Vuillermoz  | Valentin Madouas   | Warren Barguil     |
| 2020                                      | Simon Clarke       | Warren Barguil     | Vincenzo Nibali    |
| 2021                                      | Andrea Bagioli     | Daryl Impey        | Mikkel Honoré      |
| 2022                                      | Jonas Vingegaard   | Guillaume Martin   | Benoît Cosnefroy   |
| 2023                                      | Anthony Perez      | Rui Costa          | Andrea Bagioli     |
| 2024                                      | Marc Hirschi       | Juan Ayuso         | Maxim Van Gils     |
| 2025                                      | Juan Ayuso         | Mattias Skjelmose  | Ben Tulett         |

### Records
| # | Pays      | Victoires | Deuxième | Troisième | Total |
| - | --------- | --------- | -------- | --------- | ----- |
| 1 | France    | 5         | 4        | 3         | 12    |
| 2 | Belgique  | 1         | 2        | 4         | 7     |
| 3 | Italie    | 1         | 1        | 2         | 4     |
| 4 | Danemark  | 1         | 1        | 1         | 3     |
| 5 | Espagne   | 1         | 1        | 0         | 2     |
| 6 | Tchéquie  | 1         | 0        | 0         | 1     |
| 6 | Australie | 1         | 0        | 0         | 1     |
| 6 | Suisse    | 1         | 0        | 0         | 1     |